# Comuna de Paprotnia
Paprotnia (polaco: Gmina Paprotnia) é uma gminy (comuna) na Polónia, na voivodia de Mazóvia e no condado de Siedlecki. A sede do condado é a cidade de Paprotnia.
De acordo com os censos de 2004, a comuna tem 2806 habitantes, com uma densidade 34,5 hab/km².

## Área
Estende-se por uma área de 81,43 km², incluindo:
- área agricola: 75%
- área florestal: 20%

## Demografia
Dados de 30 de Junho 2004:
|                      | Total   | Total | Mulheres | Mulheres | Homens  | Homens |
| -------------------- | ------- | ----- | -------- | -------- | ------- | ------ |
|                      | pessoas | %     | pessoas  | %        | pessoas | %      |
| População            | 2806    | 100   | 1364     | 48,6     | 1442    | 51,4   |
| Densidade (pop./km²) | 34,5    | 100   | 16,8     | 16,8     | 17,7    | 17,7   |

De acordo com dados de 2002, o rendimento médio per capita ascendia a 1317,04 zł.

## Subdivisões
- Czarnoty, Grabowiec, Hołubla, Kaliski, Kobylany-Kozy, Koryciany, Krynki, Łęczycki, Łozy, Nasiłów, Paprotnia, Pliszki, Pluty, Podawce, Rzeszotków, Skwierczyn Lacki, Stare Trębice, Stasin, Strusy, Trębice Dolne, Trębice Górne, Uziębły.

## Comunas vizinhas
- Bielany, Korczew, Mordy, Przesmyki, Repki, Suchożebry